# Manuel Maciá Sempere
Manuel Maciá Sempere conocido como Manolo Maciá o Maciá II (Santa Pola, provincia de Alicante, España, 17 de agosto de 1913 - provincia de Alicante, 28 de febrero de 1991) fue un futbolista español. Jugó de defensa, y es considerado uno de los mitos de la historia del Hércules CF.

## Trayectoria
Manolo Maciá se inició en el Santa Pola de su pueblo natal. Su hermano mayor, José Maciá (también conocido como Pepe Maciá), también jugaba en el Santa Pola. Es allí, cuando directivos del Hércules se fijan en los dos hermanos, y ambos ficharon por el Hércules en 1930. En el Hércules, José sería Maciá I, y Manuel, Maciá II.
En 1930, Manolo Maciá tenía 17 años, y fichó con ficha de amateur. En 1932 consiguió con el Hércules el Campeonato Regional. Su primer partido como profesional fue un Hércules-Elche del Campeonato Regional Murciano, en 1933. En ese mismo año firmó su primer contrato profesional.
La guerra civil española paralizó el fútbol en España, y Maciá se integró en el bando republicano. Tras finalizar la guerra se exilió en Francia. Allí jugó en el Niza, donde seguramente coincidiría con Ricardo Zamora y Josep Samitier.
Tras varias gestiones de Renato Bardín, directivo del Hércules y embajador de Francia en Alicante, consigue cruzar la frontera. Posteriormente fue preso en el Campo de Irún, donde se le asignó el número 453. Varios días después, Bardín consiguió los avales necesarios de la Falange, y el 23 de junio se le concedió un permiso provisional para trasladarse a Alicante. El 2 de julio ya jugó contra el Levante. A partir de ahí, Maciá sufrió diferentes ingresos en el reformatorio de adultos de Alicante, y más tarde ingresó en prisión 6 meses tras una falsa denuncia en la que se le acusaba de quemar la parroquia de Santa Pola en los albores de la Guerra Civil.
Desde su regreso de Francia, permaneció en el equipo herculano hasta su retirada, rechazando cualquier oferta por él de grandes equipos como el Madrid CF (en la 1933/34) y FC Barcelona (en la 1943/44). También llegó a hacerse cargo del Hércules como entrenador, en la temporada 1943/44 en Segunda División.
Jugó 82 partidos en Primera división, debutando ante el Madrid CF. Fue homenajeado en 1945 en un encuentro contra el Real Madrid, y su último encuentro fue en la temporada 1947/48 ante el Granada.

## Selección nacional
El 5 de mayo de 1940, Maciá jugó un partido con la Selección Española, contra una selección de jugadores de Castilla. El propósito del seleccionador Amadeo García de Salazar era observar en directo a los jugadores, para formar el equipo nacional. En la llamada Selección Española, se alinearon: Pérez, Joaquín, Juan Ramón, Bertolí, Soladrero, Franco, Epi, Jorge, Mundo, Gárate y Gorostiza. En el segundo tiempo jugaron Maciá que suplió a Joaquín, Ipiña a Franco, y Vergara a Gárate.
Formaron la titulada selección de Castila: Tavares, Mardones, Quincoces, Lecue, Germán, Ipiña, Enrique, Alonso, Elícegui, Campos y Vázquez.

## Clubes

### Como jugador
| Club                     | País    | Periodo   | Liga PJ (G) | Copa PJ (G) |
| ------------------------ | ------- | --------- | ----------- | ----------- |
| Atlétic Club Santa Pola  | España  | 1925      |             |             |
| Atlétic Club Santa Pola  | España  | 1926      |             |             |
| Atlétic Club Santa Pola  | España  | 1927      |             |             |
| Santa Pola Football Club | España  | 1928-1929 |             |             |
| Santa Pola Football Club | España  | 1929-1930 |             |             |
| Hércules FC              | España  | 1930-1931 |             |             |
| Hércules FC              | España  | 1931-1932 |             |             |
| Hércules FC              | España  | 1932-1933 |             |             |
| Hércules FC              | España  | 1933-1934 |             |             |
| Hércules FC              | España  | 1934-1935 | 9 (0)       |             |
| Hércules FC              | España  | 1935-1936 | 22 (0)      |             |
| OGC Niza                 | Francia | 1936-1940 |             |             |
| Hércules FC              | España  | 1939-1940 | 12 (0)      |             |
| Hércules FC              | España  | 1940-1941 |             |             |
| Alicante CD              | España  | 1941-1942 | 26 (0)      |             |
| Hércules de Alicante     | España  | 1942-1943 |             |             |
| Hércules CF              | España  | 1943-1944 |             |             |
| Hércules CF              | España  | 1944-1945 | 25 (0)      |             |
| Hércules CF              | España  | 1945-1946 | 22 (0)      |             |
| Hércules CF              | España  | 1946-1947 |             |             |
| Hércules CF              | España  | 1947-1948 |             |             |

### Como entrenador
| Club        | País   | Año       |
| ----------- | ------ | --------- |
| Hércules CF | España | 1943-1944 |
| Santa Pola  | España |           |

## Reconocimientos
- En Santa Pola, existe el Estadio Manolo Maciá, sede del Santa Pola CF.
- Existe la calle Manuel Maciá Sempere, en la ciudad de Alicante.

### Partido homenaje a Maciá
| 17 de junio de 1945 | Hércules CF             | 2:1 | Real Madrid CF | Estadio Bardín, Alicante |                    |
|                     | Márquez 68' Juanete 87' |     | Elzo 78'       | Árbitro(s): Llopis       | Árbitro(s): Llopis |

Alineaciones de aquel encuentro:
- Hércules CF: Betancort; Aparicio, Maciá, Peña, Guillamón, Venys, Florencio, Mamblona (Juanete 45') Lahuerta (Márquez 45'), Villar, Periche.
- Real Madrid: Bañón; Querejeta, Corona, Elías, Ipiña (Cortés 45'), Huete, Roig, Borbolla, Barinaga, Elzo, Elices.